# Kína a 2020. évi nyári olimpiai játékokon
Kína a japán Tokióban megrendezett 2020. évi nyári olimpiai játékok egyik részt vevő nemzete volt. Az országot az olimpián 33 sportágban 410 sportoló képviselte, akik összesen 89 érmet szereztek.

## Érmesek
| Érem  | Versenyző | Sportág       | Versenyszám                  | Dátum        |
| ----- | --- | ------------- | ---------------------------- | ------------ |
| Arany | Csen Meng (Chen Meng) | Asztalitenisz | Női egyes                    | július 29.   |
| Arany | Ma Lung (Ma Long) | Asztalitenisz | Férfi egyes                  | július 30.   |
| Arany | Csen Meng (Chen Meng) Szun Jing-sa (Sun Yingsha) Vang Man-jü (Wang Manyu) | Asztalitenisz | Női csapat                   | augusztus 5. |
| Arany | Fan Csen-tung (Fan Zhendong) Ma Lung (Ma Long) Hszü Hszin (Xu Xin) | Asztalitenisz | Férfi csapat                 | augusztus 6. |
| Arany | Kung Li-csiao (Gong Lijiao) | Atlétika      | Súlylökés                    | augusztus 1. |
| Arany | Liu Si-jing (Liu Shiying) | Atlétika      | Gerelyhajítás                | augusztus 6. |
| Arany | Csen Jün-hszia (Chen Yunxia) Cuj Hsziao-tung (Cui Xiaotong) Lü Jang (Lü Yang) Csang Ling (Zhang Ling) | Evezés        | Négypárevezős                | július 28.   |
| Arany | Szun Meng-ja (Sun Mengya) Hszü Si-hsziao (Xu Shixiao) | Kajak-kenu    | C-2, 500 m                   | augusztus 7. |
| Arany | Pao San-csu (Bao Shanju) Csung Tien-si (Zhong Tianshi) | Kerékpár      | Női csapatsprint             | augusztus 2. |
| Arany | Si Ting-mao (Shi Tingmao) Vang Han (Wang Han) | Műugrás       | 3 m szinkronugrás            | július 25.   |
| Arany | Vang Cung-jüan (Wang Zongyuan) Hszie Sze-ji (Xie Siyi) | Műugrás       | 3 m szinkronugrás            | július 28.   |
| Arany | Csen Jü-hszi (Chen Yuxi) Csang Csia-csi (Zhang Jiaqi) | Műugrás       | 10 m szinkronugrás           | július 27.   |
| Arany | Si Ting-mao (Shi Tingmao) | Műugrás       | 3 m műugrás                  | augusztus 1. |
| Arany | Hszie Sze-ji (Xie Siyi) | Műugrás       | 3 m műugrás                  | augusztus 3. |
| Arany | Csüan Hung-csan (Quan Hongchan) | Műugrás       | 10 m toronyugrás             | augusztus 7. |
| Arany | Cao Jüan (Cao Yuan) | Műugrás       | 10 m toronyugrás             | augusztus 7. |
| Arany | Jang Csien (Yang Qian) | Sportlövészet | Női légpuska (10 m)          | július 24.   |
| Arany | Csiang Zsan-hszin (Jiang Ranxin) Pang Vej (Pang Wei) | Sportlövészet | Légpisztoly (10 m)           | július 27.   |
| Arany | Jang Csien (Yang Qian) Jang Hao-zsan (Yang Haoran) | Sportlövészet | Légpuska (10 m)              | július 27.   |
| Arany | Csang Csang-hung (Zhang Changhong) | Sportlövészet | Sportpuska, összetett (50 m) | augusztus 2. |
| Arany | Hou Cse-huj (Hou Zhihui) | Súlyemelés    | 49 kg                        | július 24.   |
| Arany | Li Fa-pin (Li Fabin) | Súlyemelés    | 61 kg                        | július 25.   |
| Arany | Csen Li-csün (Chen Lijun) | Súlyemelés    | 67 kg                        | július 25.   |
| Arany | Si Cse-jung (Shi Zhiyong) | Súlyemelés    | 73 kg                        | július 28.   |
| Arany | Lü Hsziao-csün (Lü Xiaojun) | Súlyemelés    | 81 kg                        | július 31.   |
| Arany | Vang Csou-jü (Wang Zhouyu) | Súlyemelés    | 87 kg                        | augusztus 2. |
| Arany | Li Ven-ven (Li Wenwen) | Súlyemelés    | +87 kg                       | augusztus 2. |
| Arany | Vang Ji-lü (Wang Yilü) Huang Tung-ping (Huang Dongping) | Tollaslabda   | Vegyes páros                 | július 30.   |
| Arany | Csen Jü-fej (Chen Yufei) | Tollaslabda   | Női egyes                    | augusztus 1. |
| Arany | Csu Hszüe-jing (Zhu Xueying) | Torna         | Női                          | július 30.   |
| Arany | Liu Jang (Liu Yang) | Torna         | Gyűrű                        | augusztus 2. |
| Arany | Cou Csing-jüan (Zou Jingyuan) | Torna         | Korlát                       | augusztus 3. |
| Arany | Kuan Csen-csen (Guan Chenchen) | Torna         | Gerenda                      | augusztus 3. |
| Arany | Csang Jü-fej (Zhang Yufei) | Úszás         | 200 m pillangó               | július 29.   |
| Arany | Jang Csün-hszüan (Yang Junxuan) Tang Mu-han Csang Jü-fej (Zhang Yufei) Li Ping-csie (Li Bingjie) Tung Csie (Dong Jie) Csang Ji-fan (Zhang Yifan)                                                                        | Úszás         | 4 × 200 m gyors              | július 29.   |
| Arany | Vang Sun (Wang Shun) | Úszás         | 200 m vegyes                 | július 30.   |
| Arany | Lu Jün-hsziu (Lu Yunxiu) | Vitorlázás    | Szörfvitorlázás              | július 31.   |
| Arany | Szun Ji-ven (Sun Yiwen) | Vívás         | Párbajtőr, egyéni            | július 24.   |
| Ezüst | Fan Csen-tung (Fan Zhendong) | Asztalitenisz | Férfi egyes                  | július 30.   |
| Ezüst | Szun Jing-sa (Sun Yingsha) | Asztalitenisz | Női egyes                    | július 29.   |
| Ezüst | Hszü Hszin (Xu Xin) Liu Si-ven (Liu Shiwen) | Asztalitenisz | Vegyes páros                 | július 26.   |
| Ezüst | Csu Ja-ming (Zhu Yaming) | Atlétika      | Hármasugrás                  | augusztus 5. |
| Ezüst | Vang Cseng (Wang Zheng) | Atlétika      | Kalapácsvetés                | augusztus 3. |
| Ezüst | Pang Csien-jü (Pang Qianyu) | Birkózás      | 53 kg                        | augusztus 6. |
| Ezüst | Szun Ja-nan (Sun Yanan) | Birkózás      | 50 kg                        | augusztus 7. |
| Ezüst | Liu Hao Cseng Peng-fej (Zheng Pengfei) | Kajak-kenu    | C-2, 1000 m                  | augusztus 3. |
| Ezüst | Liu Hao | Kajak-kenu    | C-1, 1000 m                  | augusztus 7. |
| Ezüst | Jin Hsziao-jen (Yin Xiaoyan) | Karate        | 61 kg                        | augusztus 6. |
| Ezüst | Vang Cung-jüan (Wang Zongyuan) | Műugrás       | 3 m műugrás                  | augusztus 3. |
| Ezüst | Jang Csien (Yang Jian) | Műugrás       | 10 m toronyugrás             | augusztus 7. |
| Ezüst | Cao Jüan (Cao Yuan) Csen Aj-szen (Chen Aisen) | Műugrás       | 10 m szinkronugrás           | július 26.   |
| Ezüst | Vang Han (Wang Han) | Műugrás       | 3 m műugrás                  | augusztus 1. |
| Ezüst | Csen Jü-hszi (Chen Yuxi) | Műugrás       | 10 m toronyugrás             | augusztus 5. |
| Ezüst | Ku Hung (Gu Hong) | Ökölvívás     | Váltósúly                    | augusztus 7. |
| Ezüst | Li Csien (Li Qian) | Ökölvívás     | Középsúly                    | augusztus 8. |
| Ezüst | Seng Li-hao (Sheng Lihao) | Sportlövészet | Légpuska (10 m)              | július 25.   |
| Ezüst | Liao Csiu-jün (Liao Qiuyun) | Súlyemelés    | 55 kg                        | július 26.   |
| Ezüst | Huang Hszüe-csen (Huang Xuechen) Szun Ven-jan (Sun Wenyan) | Szinkronúszás | Páros                        | augusztus 4. |
| Ezüst | Huang Hszüe-csen (Huang Xuechen) Szun Ven-jan (Sun Wenyan) Kuo Li (Guo Li) Liang Hszin-ping (Liang Xinping) Jin Cseng-hszin (Yin Chengxin) Feng Jü (Feng Yu) Hsziao Jen-ning (Xiao Yanning) Vang Csien-ji (Wang Qianyi) | Szinkronúszás | Csapat                       | augusztus 7. |
| Ezüst | Cseng Sze-vej (Zheng Siwei) Huang Ja-csiung (Huang Yaqiong) | Tollaslabda   | Vegyes páros                 | július 30.   |
| Ezüst | Li Csün-huj (Li Junhui) Liu Jü-csen (Liu Yuchen) | Tollaslabda   | Férfi páros                  | július 31.   |
| Ezüst | Csen Csing-csen (Chen Qingchen) Csia Ji-fan (Jia Yifan) | Tollaslabda   | Női páros                    | augusztus 2. |
| Ezüst | Csen Lung (Chen Long) | Tollaslabda   | Férfi egyes                  | augusztus 2. |
| Ezüst | Hsziao Zsuo-teng (Xiao Ruoteng) | Torna         | Egyéni összetett             | július 28.   |
| Ezüst | Liu Ling-ling | Torna         | Női                          | július 30.   |
| Ezüst | Tung Tung (Dong Dong) | Torna         | Férfi                        | július 31.   |
| Ezüst | Ju Hao (You Hao) | Torna         | Gyűrű                        | augusztus 2. |
| Ezüst | Tang Hszi-csing (Tang Xijing) | Torna         | Gerenda                      | augusztus 3. |
| Ezüst | Csang Jü-fej (Zhang Yufei) | Úszás         | 100 m pillangó               | július 26.   |
| Ezüst | Hszü Csia-jü (Xu Jiayu) Jen Ce-pej (Yan Zibei) Jang Csün-hszüan (Yang Junxuan) Csang Jü-fej (Zhang Yufei) | Úszás         | 4 × 100 m vegyes             | július 31.   |
| Bronz | Liu Hung (Liu Hong) | Atlétika      | 20 km gyaloglás              | augusztus 6. |
| Bronz | Valihan Szajliko (Walihan Sailike) | Birkózás      | 60 kg                        | augusztus 2. |
| Bronz | Csou Csien (Zhou Qian) | Birkózás      | 76 kg                        | augusztus 2. |
| Bronz | Liu Cse-jü (Liu Zhiyu) Csang Liang (Zhang Liang) | Evezés        | Kétpárevezős                 | július 28.   |
| Bronz | kuo Lin-lin (Guo Linlin) Csü Zsuj (Ju Rui) Li Csing-csing (Li Jingjing) Miao Tien (Miao Tian) Vang Ce-feng (Wang Zifeng) Vang Jü-vej (Wang Yuwei) Hszü Fej (Xu Fei) Csang Min (Zhang Min)                               | Evezés        | Nyolcas                      | július 30.   |
| Bronz | Kung Li (Gong Li) | Karate        | +61 kg                       | augusztus 7. |
| Bronz | Van Csi-jüan (Wan Jiyuan) Vang Li-li (Wang Lili) Jang Su-ju (Yang Shuyu) Csang Cse-ting (Zhang Zhiting) | Kosárlabda    | 3x3 női                      | július 28.   |
| Bronz | Pang Vej (Pang Wei) | Sportlövészet | Légpisztoly (10 m)           | július 24.   |
| Bronz | Csiang Zsan-hszin (Jiang Ranxin) | Sportlövészet | Légpisztoly (10 m)           | július 25.   |
| Bronz | Jang Hao-zsan (Yang Haoran) | Sportlövészet | Légpuska (10 m)              | július 25.   |
| Bronz | Vej Meng (Wei Meng) | Sportlövészet | Skeet                        | július 26.   |
| Bronz | Hsziao Csia-zsuj-hszüan (Xiao Jiaruixuan) | Sportlövészet | Sportpisztoly (25 m)         | július 30.   |
| Bronz | Li Jüe-hung (Li Yuehong) | Sportlövészet | Gyorstüzelő pisztoly (25 m)  | augusztus 2. |
| Bronz | Csao Suaj (Zhao Shuai) | Taekwondo     | Pehelysúly                   | július 25.   |
| Bronz | Lin Csao-pan (Lin Chaopan) Szun Vej (Sun Wei) Hsziao Zso-teng (Xiao Ruoteng) Cou Csing-jüan (Zou Jingyuan) | Torna         | Csapat összetett             | július 26.   |
| Bronz | Hsziao Zso-teng (Xiao Ruoteng) | Torna         | Talaj                        | augusztus 1. |
| Bronz | Li Ping-csie (Li Bingjie) | Úszás         | 400 m gyors                  | július 26.   |
| Bronz | Pi Kun (Bi Kun) | Vitorlázás    | Szörfvitorlázás              | július 31.   |
| Bronz | Tang Hszing-csiang (Tang Xingqiang) Hszie Csen-je (Xie Zhenye) Szu Ping-tien (Su Bingtian) Vu Cse-csiang (Wu Zhiqiang)                                                                                                  | Atlétika      | 4 × 100 m                    | augusztus 6. |

## Birkózás
Férfi
Kötöttfogású
Szabadfogású
Női
Szabadfogású

## Golf
| Versenyző                     | Versenyszám  | 1. forduló | 1. forduló | 2. forduló | 2. forduló | 3. forduló | 3. forduló | 4. forduló | 4. forduló | Összesen | Összesen | Összesen |
| Versenyző                     | Versenyszám  | Pont       | Par        | Pont       | Par        | Pont       | Par        | Pont       | Par        | Pontszám | Par      | Helyezés |
| ----------------------------- | ------------ | ---------- | ---------- | ---------- | ---------- | ---------- | ---------- | ---------- | ---------- | -------- | -------- | -------- |
| Wu Ashun                      | Férfi egyéni | 72         | +1         | 71         | 0          | 67         | −4         | 66         | −5         | 276      | −8       | 32.      |
| Yuan Yechun                   | Férfi egyéni | 69         | −2         | 68         | −3         | 70         | −1         | 71         | 0          | 278      | −6       | 38.      |
| Lin Hszi-jü (Lin Xiyu)        | Női egyéni   | 71         | 0          | 66         | −5         | 69         | −2         | 68         | −3         | 274      | −10      | 9.       |
| Feng San-san (Feng Shan-shan) | Női egyéni   | 74         | +3         | 64         | −7         | 68         | −3         | 67         | −4         | 273      | −11      | 8.       |

## Karate
Női
| Versenyző                    | Versenyszám | Csoportkör | Csoportkör | Elődöntő                    | Döntő                       | Helyezés |
| Versenyző                    | Versenyszám | Ellenfél Eredmény | Hely.      | Ellenfél Eredmény           | Ellenfél Eredmény           | Helyezés |
| ---------------------------- | ----------- | --- | ---------- | --------------------------- | --------------------------- | -------- |
| Jin Hsziao-jen (Yin Xiaoyan) | 61 kg       | A csoport · Claudymar Garcés (VEN) · 2–0 · Leïla Heurtault (FRA) · 1–0 · Szomeja Majumi (JPN) · 4–2 · Merve Çoban (TUR) · 2(s)–2 | 1.         | Giana Farouk (EGY) · 1(s)–1 | Jovana Preković (SRB) · 0–0 |          |
| Kung Li (Gong Li)            | +61 kg      | B csoport · Feryal Abdelaziz (EGY) · 0–4 · Lamya Matoub (ALG) · 4–0 · Elena Quirici (SUI) · 1–1 · Hamideh Abbasali (IRI) · 8–4   | 2.         | Irina Zaretska (AZE) · 2–7  | kiesett                     |          |

## Kerékpározás

### Hegyi-kerékpározás
| Versenyző  | Versenyszám        | Idő        | Helyezés |
| ---------- | ------------------ | ---------- | -------- |
| Csang Peng | Férfi terepverseny | lekörözték | 36.      |
| Yao Bianwa | Női terepverseny   | lekörözték | 34.      |

### Országúti kerékpározás
Férfi
| Versenyző                     | Versenyszám   | Idő           | Helyezés      |
| ----------------------------- | ------------- | ------------- | ------------- |
| Vang Zsuj-tung (Wang Ruidong) | Mezőnyverseny | nem ért célba | nem ért célba |

Női
| Versenyző  | Versenyszám   | Idő           | Helyezés      |
| ---------- | ------------- | ------------- | ------------- |
| Sun Jiajun | Mezőnyverseny | nem ért célba | nem ért célba |

### Pálya-kerékpározás
Sprintversenyek
| Versenyző                                              | Versenyszám  | Selejtező | Selejtező | 1. forduló                         | Vigaszág                                             | Vigaszág | 2. forduló                         | Vigaszág                        | Nyolcaddöntő              | Vigaszág                                                | Vigaszág | Negyeddöntő                                                    | 5–8. helyért           | 5–8. helyért | Elődöntő             | Döntő                                                   | Helyezés |
| Versenyző                                              | Versenyszám  | Idő       | Hely.     | Ellenfél Győztes idő               | Ellenfelek Győztes idő                               | Hely.    | Ellenfél Győztes idő               | Ellenfél Győztes idő            | Ellenfél Győztes idő      | Ellenfelek Győztes idő                                  | Hely.    | Ellenfél Győztes idő                                           | Ellenfelek Győztes idő | Hely.        | Ellenfél Győztes idő | Ellenfél Győztes idő                                    | Helyezés |
| ------------------------------------------------------ | ------------ | --------- | --------- | ---------------------------------- | ---------------------------------------------------- | -------- | ---------------------------------- | ------------------------------- | ------------------------- | ------------------------------------------------------- | -------- | -------------------------------------------------------------- | ---------------------- | ------------ | -------------------- | ------------------------------------------------------- | -------- |
| Xu Chao                                                | Férfi egyéni | 9,584     | 11.       | Patryk Rajkowski (POL) · 10,465    | Jaïr Tjon En Fa (SUR) · Nathan Hart (AUS) · 10,016   | 2.       | kiesett                            | kiesett                         | kiesett                   | kiesett                                                 | kiesett  | kiesett                                                        | kiesett                | kiesett      | kiesett              | kiesett                                                 | 18.      |
| Pao San-csu (Bao Shanju)                               | Női egyéni   | 10,723    | 18.       | Shanne Braspennincx (NED) · 10,979 | Daniela Gaxiola (MEX) · Ljubov Sulika (UKR) · 10,913 | 1.       | Emma Hinze (GER) · 10,904          | Ellesse Andrews (NZL) · 11,144  | kiesett                   | kiesett                                                 | kiesett  | kiesett                                                        | kiesett                | kiesett      | kiesett              | kiesett                                                 | 15.      |
| Csung Tien-si (Zhong Tianshi)                          | Női egyéni   | 10,559    | 10.       | Daniela Gaxiola (MEX) · 10,744     |                                                      |          | Shanne Braspennincx (NED) · 10,912 | Kaarle McCulloch (AUS) · 11,200 | Emma Hinze (GER) · 11,094 | Olena Sztarikova (UKR) · Ellesse Andrews (NZL) · 11,074 | 3.       | kiesett                                                        | kiesett                | kiesett      | kiesett              | kiesett                                                 | 10.      |
| Pao San-csu (Bao Shanju) Csung Tien-si (Zhong Tianshi) | Női csapat   | 32,135    | 2.        |                                    |                                                      |          |                                    |                                 |                           |                                                         |          | Litvánia (LTU) · Simona Krupeckaitė · Miglė Marozaitė · 31,804 |                        |              |                      | Németország (GER) · Lea Friedrich · Emma Hinze · 31,895 |          |

Keirin
| Versenyző                     | Versenyszám | 1. forduló | Vigaszág | Negyeddöntő | Elődöntő | 7–12. helyért | Döntő    | Helyezés |
| Versenyző                     | Versenyszám | Helyezés   | Helyezés | Helyezés    | Helyezés | Helyezés      | Helyezés | Helyezés |
| ----------------------------- | ----------- | ---------- | -------- | ----------- | -------- | ------------- | -------- | -------- |
| Xu Chao                       | Férfi       | 4.         | 5.       | kiesett     | kiesett  | kiesett       | kiesett  | 27.      |
| Pao San-csu (Bao Shanju)      | Női         | 4.         | 5.       | kiesett     | kiesett  | kiesett       | kiesett  | 27.      |
| Csung Tien-si (Zhong Tianshi) | Női         | 2.         | erőnyerő | 3.          | 6.       | 6.            |          | 12.      |

Omnium
| Versenyző | Versenyszám | 7,5 km-es scratch | 7,5 km-es scratch | 7,5 km-es tempóverseny | 7,5 km-es tempóverseny | Kieséses verseny | Kieséses verseny | 20 km-es pontverseny | 20 km-es pontverseny | Összesítés | Összesítés |
| Versenyző | Versenyszám | Pont              | Hely.             | Pont                   | Hely.                  | Pont             | Hely.            | Pont                 | Hely.                | Pont       | Helyezés   |
| --------- | ----------- | ----------------- | ----------------- | ---------------------- | ---------------------- | ---------------- | ---------------- | -------------------- | -------------------- | ---------- | ---------- |
| Liu Jiali | Női         | 22                | 10.               | 28                     | 7.                     | 14               | 14.              | 1                    | 9.                   | 65         | 11.        |

## Lovaglás
Díjugratás
Lovastusa

## Rögbi

### Női
| Kínai női rögbi-játékoskeret                                                              | Kínai női rögbi-játékoskeret                                                     |
| ----------------------------------------------------------------------------------------- | -------------------------------------------------------------------------------- |
| - Yang Feifei - Ruan Hongting - Gu Yaoyao - Wu Juan - Chen Keyi - Yu Liping - Yan Meiling | - Yang Min - Tang Minglin - Xu Xiaoyan - Yu Xiaoming - Liu Xiaoqian - Wang Wanyu |

#### Eredmények
Csoportkör
C csoport
| Csapat                 | M | Gy | D | V | P+ | P– | Pk  | P |
| ---------------------- | - | -- | - | - | -- | -- | --- | - |
| Egyesült Államok (USA) | 3 | 3  | 0 | 0 | 59 | 33 | +26 | 9 |
| Ausztrália (AUS)       | 3 | 2  | 0 | 1 | 86 | 24 | +62 | 7 |
| Kína (CHN)             | 3 | 1  | 0 | 2 | 53 | 54 | –1  | 5 |
| Japán (JPN)            | 3 | 0  | 0 | 3 | 7  | 94 | –87 | 3 |

| 2021. július 29. 10:00 (3:00) |       | Egyesült Államok (USA) | 28–14 | Kína (CHN) |  | Ajinomoto Stadion, Tokió |
| 2021. július 29. 10:00 (3:00) | (7–7) |                        |       |            |  | Ajinomoto Stadion, Tokió |

| 2021. július 29. 17:30 (10:30) |        | Ausztrália (AUS) | 26–10 | Kína (CHN) |  | Ajinomoto Stadion, Tokió |
| 2021. július 29. 17:30 (10:30) | (12–5) |                  |       |            |  | Ajinomoto Stadion, Tokió |

| 2021. július 30. 10:00 (3:00) |        | Kína (CHN) | 29–0 | Japán (JPN) |  | Ajinomoto Stadion, Tokió |
| 2021. július 30. 10:00 (3:00) | (19–0) |            |      |             |  | Ajinomoto Stadion, Tokió |

Negyeddöntő
| 2021. július 30. 19:00 (12:00) |        | Franciaország (FRA) | 24–10 | Kína (CHN) |  | Ajinomoto Stadion, Tokió |
| 2021. július 30. 19:00 (12:00) | (12–5) |                     |       |            |  | Ajinomoto Stadion, Tokió |

Az 5–8. helyért
| 2021. július 31. 10:30 (3:30) |        | Egyesült Államok (USA) | 33–14 | Kína (CHN) |  | Ajinomoto Stadion, Tokió |
| 2021. július 31. 10:30 (3:30) | (21–7) |                        |       |            |  | Ajinomoto Stadion, Tokió |

A 7. helyért
| 2021. július 31. 16:30 (9:30) |        | Az Orosz Olimpiai Bizottság versenyzői (ROC) | 10–22 | Kína (CHN) |  | Ajinomoto Stadion, Tokió |
| 2021. július 31. 16:30 (9:30) | (10–7) |                                              |       |            |  | Ajinomoto Stadion, Tokió |

| Csapat     | Helyezés |
| ---------- | -------- |
| Kína (CHN) | 7.       |

## Tenisz
Női
| Versenyző                                                | Versenyszám | 64-es főtábla                         | 32-es főtábla                                                             | Nyolcaddöntő                                                 | Negyeddöntő       | Elődöntő          | Bronz- mérkőzés   | Döntő             | Helyezés |
| Versenyző                                                | Versenyszám | Ellenfél Eredmény                     | Ellenfél Eredmény                                                         | Ellenfél Eredmény                                            | Ellenfél Eredmény | Ellenfél Eredmény | Ellenfél Eredmény | Ellenfél Eredmény | Helyezés |
| -------------------------------------------------------- | ----------- | ------------------------------------- | ------------------------------------------------------------------------- | ------------------------------------------------------------ | ----------------- | ----------------- | ----------------- | ----------------- | -------- |
| Vang Csiang                                              | Egyes       | Verónica Cepede Royg (PAR) · 6-4, 6-3 | Garbiñe Muguruza (ESP) · 3-6, 0-6                                         | kiesett                                                      | kiesett           | kiesett           | kiesett           | kiesett           | 17       |
| Cseng Szaj-szaj (Zheng Saisai)                           | Egyes       | Ószaka Naomi (JPN) · 1-6, 4-6         | kiesett                                                                   | kiesett                                                      | kiesett           | kiesett           | kiesett           | kiesett           | 33.      |
| Jang Csao-Hszüan (Yang Zhaoxuan) Hszü Ji-fan (Xu Ji-fan) | Páros       |                                       | Szerbia (SRB) · Aleksandra Krunić · Nina Stojanović · 4-6, 6-4, [18]–[16] | Ausztrália (AUS) · Ashleigh Barty · Storm Sanders · 4-6, 4-6 | kiesett           | kiesett           | kiesett           | kiesett           | 9.       |
| Tuan Jing-jing Cseng Szaj-szaj (Zheng Saisai)            | Páros       |                                       | Csehország (CZE) · Karolína Plíšková · Markéta Vondroušová · 2-6, 1-6     | kiesett                                                      | kiesett           | kiesett           | kiesett           | kiesett           | 17.      |

## Triatlon
Egyéni
| Versenyző      | Versenyszám | 1,5 km úszás | Depózás 1 | 40 km kerékpározás | Depózás 2     | 10 km futás | Összesítés | Összesítés |
| Versenyző      | Versenyszám | Idő          | Idő       | Idő                | Idő           | Idő         | Idő        | Helyezés   |
| -------------- | ----------- | ------------ | --------- | ------------------ | ------------- | ----------- | ---------- | ---------- |
| Zhong Mengying | Női         | 19:53        | 0:45      | lekörözték         | nem ért célba | kiesett     | kiesett    | kiesett    |

## Vízilabda

### Női
| Kínai női vízilabdacsapat-játékoskeret | Kínai női vízilabdacsapat-játékoskeret                                    |
| --- | ------------------------------------------------------------------------- |
| - Teng Cö-ven (Deng Zewen) - Csang Csing (Zhang Jing) - Zhang Danyi - Xiong Dunhan - Niu Guannan - Vang Huan (Wang Huan) - Vang Hszin-jen (Wang Xinyan) | - Zhai Ying - Shen Yineng - Lu Yiwen - Peng Lin - Chen Xiao - Mei Xiaohan |

#### Eredmények
Csoportkör
B csoport
| Hely. | Csapat                                       | M | Gy | D | V | G+ | G– | Gk  | P | Továbbjutás |
| ----- | -------------------------------------------- | - | -- | - | - | -- | -- | --- | - | ----------- |
| 1.    | Egyesült Államok (USA)                       | 4 | 3  | 0 | 1 | 64 | 26 | +38 | 6 | Negyeddöntő |
| 2.    | Magyarország (HUN)                           | 4 | 2  | 1 | 1 | 46 | 43 | +3  | 5 | Negyeddöntő |
| 3.    | Az Orosz Olimpiai Bizottság versenyzői (ROC) | 4 | 2  | 1 | 1 | 53 | 61 | −8  | 5 | Negyeddöntő |
| 4.    | Kína (CHN)                                   | 4 | 2  | 0 | 2 | 51 | 50 | +1  | 4 | Negyeddöntő |
| 5.    | Japán (JPN) (R)                              | 4 | 0  | 0 | 4 | 44 | 78 | −34 | 0 |             |

1. 1 2  Orosz Olimpiai Bizottság versenyzői 10–10 Magyarország

| 2021. július 24. 19:50 (12:50) | Kína (CHN)                     | 17–18       | Az Orosz Olimpiai Bizottság versenyzői (ROC) | Tokyo Tatsumi International Swimming Center Játékvezetők: Marie-Claude Deslières (CAN), Michiel Zwart (NED) |
| 2021. július 24. 19:50 (12:50) | (6–5, 4–4, 4–5, 3–4)           |             |                                              | Tokyo Tatsumi International Swimming Center Játékvezetők: Marie-Claude Deslières (CAN), Michiel Zwart (NED) |
| 2021. július 24. 19:50 (12:50) | Vang Hszin-jen (Wang Xinyan) 4 | Jegyzőkönyv | Prokofjeva 4                                 | Tokyo Tatsumi International Swimming Center Játékvezetők: Marie-Claude Deslières (CAN), Michiel Zwart (NED) |

| 2021. július 26. 14:00 (7:00) | Egyesült Államok (USA) | 12–7        | Kína (CHN)                                        | Tokyo Tatsumi International Swimming Center Játékvezetők: Alessandro Severo (ITA), Dion Willis (RSA) |
| 2021. július 26. 14:00 (7:00) | (4–4, 2–2, 3–0, 3–1)   |             |                                                   | Tokyo Tatsumi International Swimming Center Játékvezetők: Alessandro Severo (ITA), Dion Willis (RSA) |
| 2021. július 26. 14:00 (7:00) | M. Fischer 3           | Jegyzőkönyv | Vang Huan (Wang Huan), Csang Csing (Zhang Jing) 2 | Tokyo Tatsumi International Swimming Center Játékvezetők: Alessandro Severo (ITA), Dion Willis (RSA) |

| 2021. július 28. 11:20 (18:20) | Kína (CHN)                 | 16–11       | Japán (JPN) | Tokyo Tatsumi International Swimming Center Játékvezetők: Marie-Claude Deslières (CAN), Viktor Szalnyicsenko (KAZ) |
| 2021. július 28. 11:20 (18:20) | (5–2, 4–3, 4–3, 3–3)       |             |             | Tokyo Tatsumi International Swimming Center Játékvezetők: Marie-Claude Deslières (CAN), Viktor Szalnyicsenko (KAZ) |
| 2021. július 28. 11:20 (18:20) | Csang Csing (Zhang Jing) 5 | Jegyzőkönyv | Arima 3     | Tokyo Tatsumi International Swimming Center Játékvezetők: Marie-Claude Deslières (CAN), Viktor Szalnyicsenko (KAZ) |

| 2021. augusztus 1. 14:00 (7:00) | Magyarország (HUN)   | 9–11        | Kína (CHN)     | Tokyo Tatsumi International Swimming Center Játékvezetők: Viktor Salnichenko (KAZ), Frank Ohme (GER) |
| 2021. augusztus 1. 14:00 (7:00) | (1–4, 1–3, 2–1, 5–3) |             |                | Tokyo Tatsumi International Swimming Center Játékvezetők: Viktor Salnichenko (KAZ), Frank Ohme (GER) |
| 2021. augusztus 1. 14:00 (7:00) | Gurisatti 4          | Jegyzőkönyv | négy játékos 2 | Tokyo Tatsumi International Swimming Center Játékvezetők: Viktor Salnichenko (KAZ), Frank Ohme (GER) |

Negyeddöntő
| 2021. augusztus 3. 15:30 (8:30) | Spanyolország (ESP)  | 11–7        | Kína (CHN)                 | Tokyo Tatsumi International Swimming Center Játékvezetők: Sébastien Dervieux (FRA), Michael Goldenberg (USA) |
| 2021. augusztus 3. 15:30 (8:30) | (5–2, 4–3, 2–1, 0–1) |             |                            | Tokyo Tatsumi International Swimming Center Játékvezetők: Sébastien Dervieux (FRA), Michael Goldenberg (USA) |
| 2021. augusztus 3. 15:30 (8:30) | Forca 4              | Jegyzőkönyv | Teng Cö-ven (Deng Zewen) 2 | Tokyo Tatsumi International Swimming Center Játékvezetők: Sébastien Dervieux (FRA), Michael Goldenberg (USA) |

Az 5–8. helyért
| 2021. augusztus 5. 14:00 (7:00) | Kína (CHN)                 | 6–13        | Hollandia (NED) | Tokyo Tatsumi International Swimming Center Játékvezetők: Viktor Salnichenko (KAZ), Kun György (HUN) |
| 2021. augusztus 5. 14:00 (7:00) | (0–1, 2–5, 1–2, 3–5)       |             |                 | Tokyo Tatsumi International Swimming Center Játékvezetők: Viktor Salnichenko (KAZ), Kun György (HUN) |
| 2021. augusztus 5. 14:00 (7:00) | Teng Cö-ven (Deng Zewen) 2 | Jegyzőkönyv | Keuning 5       | Tokyo Tatsumi International Swimming Center Játékvezetők: Viktor Salnichenko (KAZ), Kun György (HUN) |

A 7. helyért
| 2021. augusztus 7. 9:30 (2:30) | Kína (CHN)                 | 7–16        | Kanada (CAN) | Tokyo Tatsumi International Swimming Center Játékvezetők: Nicola Johnson (AUS), Cuzaki Aszumi (JPN) |
| 2021. augusztus 7. 9:30 (2:30) | (3–4, 2–5, 1–4, 1–3)       |             |              | Tokyo Tatsumi International Swimming Center Játékvezetők: Nicola Johnson (AUS), Cuzaki Aszumi (JPN) |
| 2021. augusztus 7. 9:30 (2:30) | Csang Csing (Zhang Jing) 4 | Jegyzőkönyv | Christmas 4  | Tokyo Tatsumi International Swimming Center Játékvezetők: Nicola Johnson (AUS), Cuzaki Aszumi (JPN) |

| Csapat     | Helyezés |
| ---------- | -------- |
| Kína (CHN) | 8.       |